# Пракса социјалног рада
Пракса социјалног рада, како је социјални рад теоријска, али у највећој мери примењена научна дисциплина, обухвата скоро све сегменте људске егзистенције у којима се испољавају неки облици угрожености, у смислу нормалног функционисања, поремећаја, дезорганизације, дисфункционалности или деструкције. Пракса социјалног рада холистички је оријентисана и не фокусира се искључиво на поремећаје већ и на могућност коришћења оних потенцијала особа, група или заједнице који могу допринети бољем личном и социјалном функционисању. Реални живот условљава облике праксе, али је уобичајено да се она фокусира на поједина подручја специфична за социјални рад, као што су: центри за социјални рад, предшколске установе, школе, здравствене институције, привреда или на поједине категорије корисника - децу без родитељског старања, стара лица, породицу, особе са поремећајима у понашању, децу, омладину и одрасле са посебним потребама, избегла и расељена лица и др. Делатност социјалног рада је аутономна, а ослања се на коришћење одговарајуће методологије (индивидуални, групни и социјални рад у заједници), поштовање стандарда и етике професије.